# 돈 크라이 마미 (1996년 영화)
《돈 크라이 마미》(영어: Bastard out of Carolina)는 1996년 공개된 미국의 영화이다.

## 출연

### 주연
- 제니퍼 제이슨 리

### 조연
- 론 엘다드
- 글렌 헤들리
- 라일 로벳
- 지나 말론
- 더모트 멀로니
- 크리스티나 리치
- 마이클 루커
- 다이애나 스카위드
- 수잔 테일러
- 그레이스 자브리스키

## 기타
- 원작자: 도로시 앨리슨
- 미술: 넬슨 코티즈
- 미술: 밴 브로우톤 람시
- 의상: 밴 브로우톤 람시
- 배역: 린다 로위

## 같이 보기
- 아동 성학대